# Assunção da Virgem (MNMC)
A Assunção da Virgem é uma pintura a óleo sobre madeira pintada no período entre 1490 e 1518 pelo pintor português do renascimento Vicente Gil que se destinou inicialmente ao Convento de Santa Clara-a-Velha, Coimbra, e que se encontra actualmente no Museu Nacional Machado de Castro desta mesma cidade.
A  Assunção da Virgem é uma pintura de superior qualidade artística criada na oficina coimbrã designada anteriormente por "Mestre do Sardoal". A inserção das armas da rainha D. Leonor, no fecho da capa do anjo ajoelhado do lado esquerdo, e do camaroeiro, outro símbolo desta rainha, que se espalha na decoração dos tecidos, provam que a obra foi de sua encomenda.

## História
A Assunção da Virgem fez parte presumivelmente de um retábulo doado pela Rainha D. Leonor ao Mosteiro de Santa Clara de Coimbra.
O historiador Joaquim Caetano propôs a reconstituição de um retábulo da autoria de Vicente Gil com sete pinturas (3 painéis mais 4 tábuas de predela) incluindo esta pintura, e ainda uma datação diferente fixando-a entre 1510 e 1520, propondo também outra proveniência para o Retábulo como tendo sido o Mosteiro de Santa Cruz, também de Coimbra.
A obra foi integrada no património do Estado português e depois do MNMC por absorção do património dos conventos extintos.

## Descrição
A Assunção da Virgem é constituída por sete pranchas dispostas na vertical e representa o episódio dogmático católico da Assunção da Virgem.
Em primeiro plano, no centro da composição, a Virgem Maria sobe ao céu amparada por quatro anjos, dois de cada lado. Deus Pai, visível no canto superior esquerdo, rodeado por uma mandorla de querubins espera-a enviando-lhe raios de bênção. Num plano inferior e mais distante, correspondendo ao nível térreo, os apóstolos, junto do túmulo vazio da Virgem Maria observam a assunção.
No canto inferior direito um mocho, dirige o olhar para o observador, podendo ser a "marca" do autor, ou do encomendante? As armas reais foram reproduzidas no firmal do manto do anjo que se encontra do lado esquerdo em baixo. Acima deste, outro anjo ostenta o camaroeiro, ou seja, o ex-libris da mecenas, a rainha D. Leonor. Este símbolo aparece no corpete, inserido no triângulo invertido, e mais nove vezes, pintado a branco, na saia da túnica, disposto arbitrariamente em relação às pregas do panejamento.
Rostos, olhos e excessiva utilização da folha de ouro, são marcas desta oficina coimbrã que irão perdurar até ao início do século XVII.

## Exposições
- 1971 - A Pintura dos Mestres do Sardoal e Abrantes, Abrantes, antigo Convento de S. Francisco / Lisboa, Fundação Calouste Gulbenkian
- 1991 - Europália 91 - Feitorias, Antuérpia
- 1992 - Europália 91 - Feitorias, Lisboa, MNAA
- 2003 - Vicente Gil e Manuel Vicente - Pintores da Coimbra Manuelina, Coimbra, Sala da Cidade, Antigo Refeitório de Santa Cruz, de 2003-07-16 a 2003-10-31